# Bruine gent
De bruine gent (Sula leucogaster) is een zeevogel uit de familie van de genten (Sulidae).

## Kenmerken
De lichaamslengte bedraagt 64 tot 74 cm en het gewicht 724 tot 1550 gram en een spanwijdte van 132 tot 150 cm. De rug en de kop zijn zeer donkerbruin tot bijna zwart gekleurd. Alleen het onderste deel van de borst en de buik zijn wit. Het verenkleed is bij beide geslachten gelijk.

## Leefwijze
Deze vogels zijn uitstekend aangepast aan het jagen en duiken in zee, dankzij hun sigaarvormig lichaam. Ze bezitten onderhuidse luchtzakken om de schok van een stootduik te kunnen opvangen. Hun voedsel bestaat uit pijlinktvissen en vissen, vooral vliegende vissen, harders, ansjovis en soorten uit het geslacht Hemiramphus. Om deze vissen te verschalken, duiken ze van zo'n 30 meter hoogte neer en schieten naar grote diepte door.

## Voortplanting
Het vrouwtje legt 2 eieren, die lichtblauw van kleur zijn. Zowel het mannetje als het vrouwtje broedt de eieren uit. Vaak wisselen ze elkaar na 12 uur af. Na ongeveer 43 dagen komen de eieren uit. Aanvankelijk zijn de kuikens pluizig en lichterbruin. Het juveniele kleed dat daar na ongeveer vier weken op volgt, lijkt al op dat van de ouders. Als ze 2 tot 3 jaar oud zijn, krijgen ze het volwassen kleed.

## Verspreiding
Ze broeden wijdverspreid in grote kolonies op tropische en subtropische eilanden. Buiten het broedseizoen leven ze binnen de tropen verspreid over grote gebieden van de Atlantische, de Indische en de Grote Oceaan.
De soort telt drie ondersoorten:
- S. l. leucogaster: de Caribische en Atlantische eilanden.
- S. l. etesiaca: Pacifische kust van Midden-Amerika en Colombia.
- S. l. plotus: de Rode Zee via de Indische Oceaan tot de westelijke en centrale Grote Oceaan.

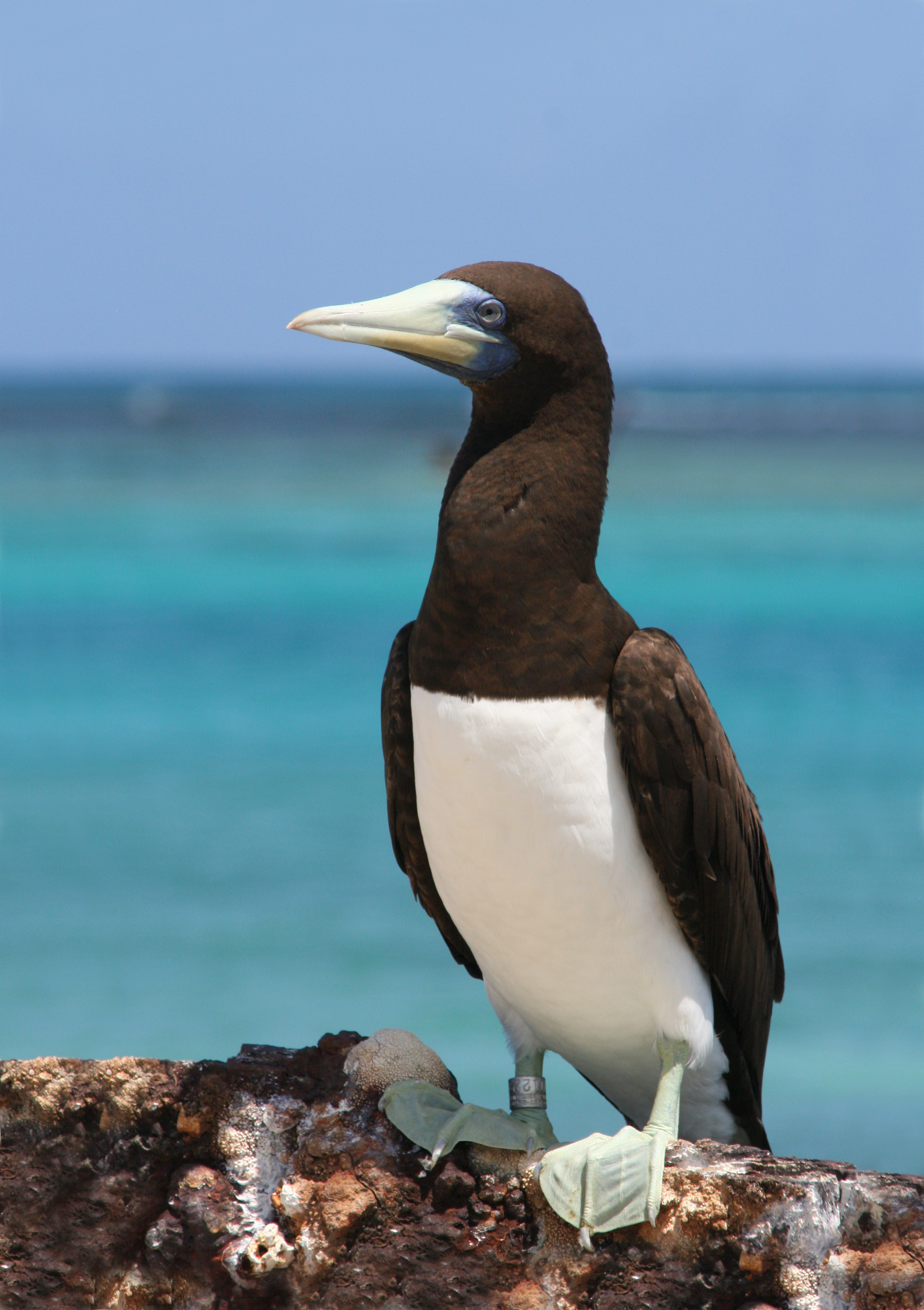

## Status
De bruine gent heeft een groot verspreidingsgebied en daardoor is de kans op de status  kwetsbaar (voor uitsterven) gering. De grootte van de wereldpopulatie werd in 1992 geschat op meer dan 200.000 individuen. De bruine gent gaat in aantal achteruit. Echter, het tempo van achteruitgang ligt onder de 30% in tien jaar (minder dan 3,5% per jaar). Om deze redenen staat deze zeevogel als niet bedreigd op de Rode Lijst van de IUCN.

## Overig
Een nauw verwante soort is de cocosgent.